# Gilles Brisebarre
Gilles Brisebarre (* vor 1179; † nach 1220) war Herr von Blanchegarde im Königreich Jerusalem.
Er war der Sohn von Walter III. Brisebarre, Herr von Blanchegarde, vormals Herr von Beirut, und dessen zweiter Gattin Agnes. Als sein Vater zwischen 1179 und 1186 starb, erbte Gilles dessen Ansprüche auf Blanchegarde. Da Gilles zu jenem Zeitpunkt noch minderjährig war, führte Walters jüngerer Bruder Bernard (1186 belegt) zunächst für Gilles die Regentschaft. Spätestens 1198 hatte Gilles selbst die Regierung der Herrschaft übernommen.
Er heiratete Agnes von Leiron, die Nichte des Aimerich von Lairon, Herr von Caesarea. Mit ihr hatte er einen Sohn, Rudolf (Raoul), der ihm nach seinem Tod als Herr von Blanchegarde folgte. Gilles Todesdatum ist nicht überliefert, der letzte urkundliche Beleg über sein Leben stammt aus dem Jahr 1220, 1253 ist Sohn Rudolf als regierender Herr von Blanchegarde urkundlich belegt.